# Hypoponera ragusai
Hypoponera ragusai är en myrart som först beskrevs av Carlo Emery 1894.  Hypoponera ragusai ingår i släktet Hypoponera och familjen myror.

## Underarter
Arten delas in i följande underarter:
- H. r. bulawayensis
- H. r. ragusai
- H. r. santschii
- H. r. sordida

## Bildgalleri

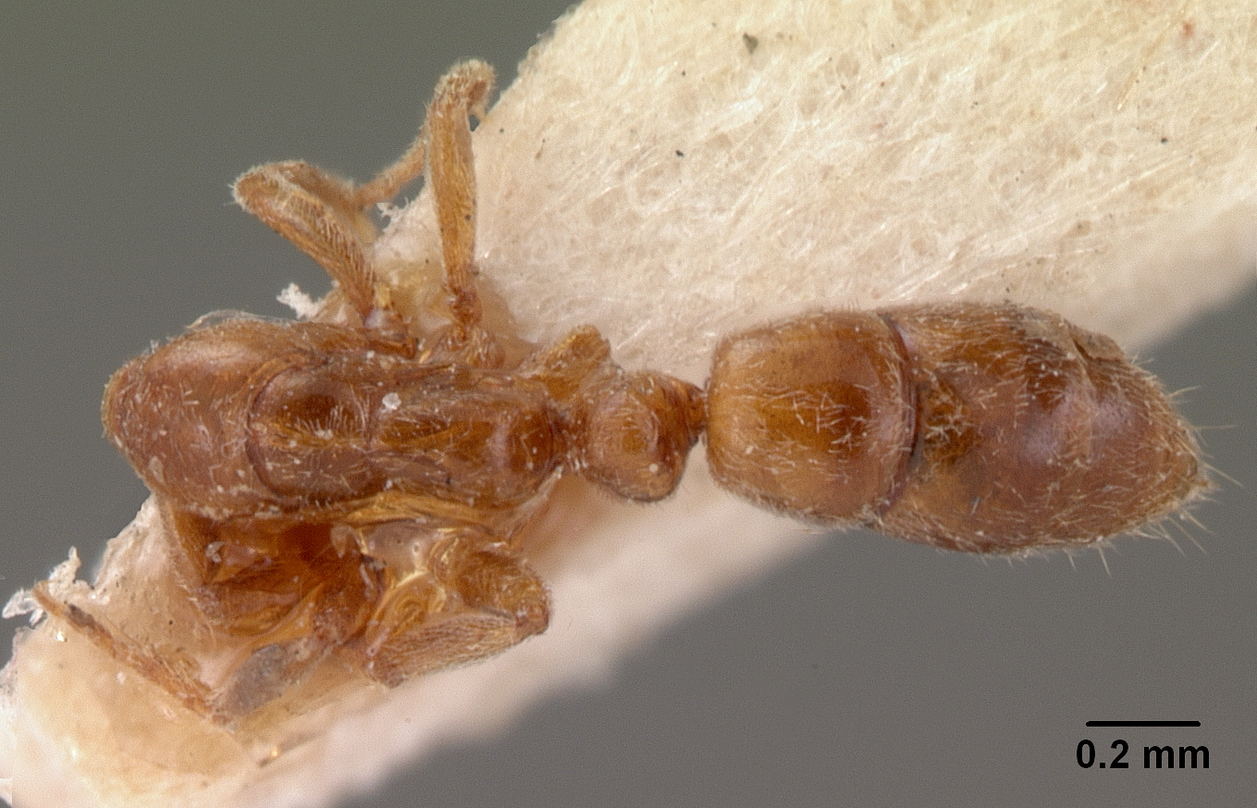
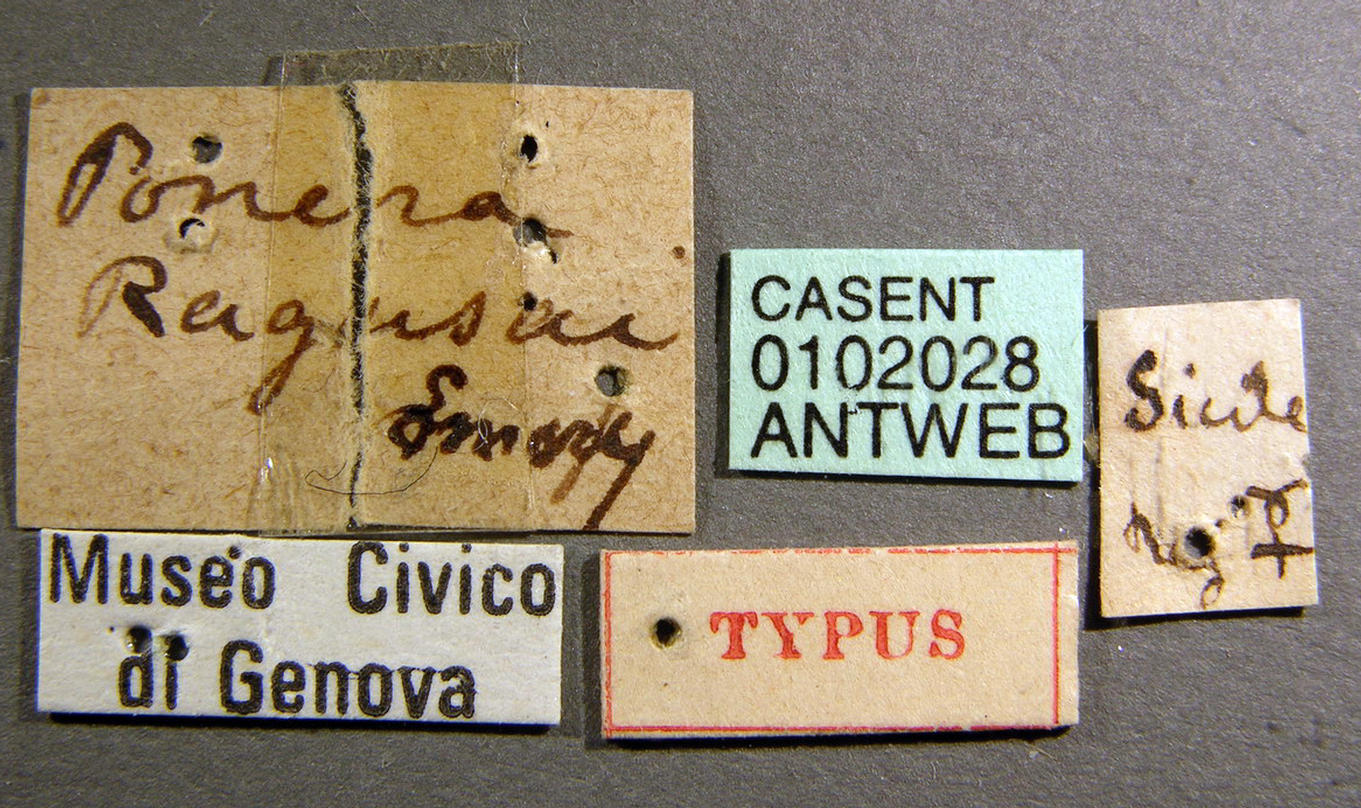
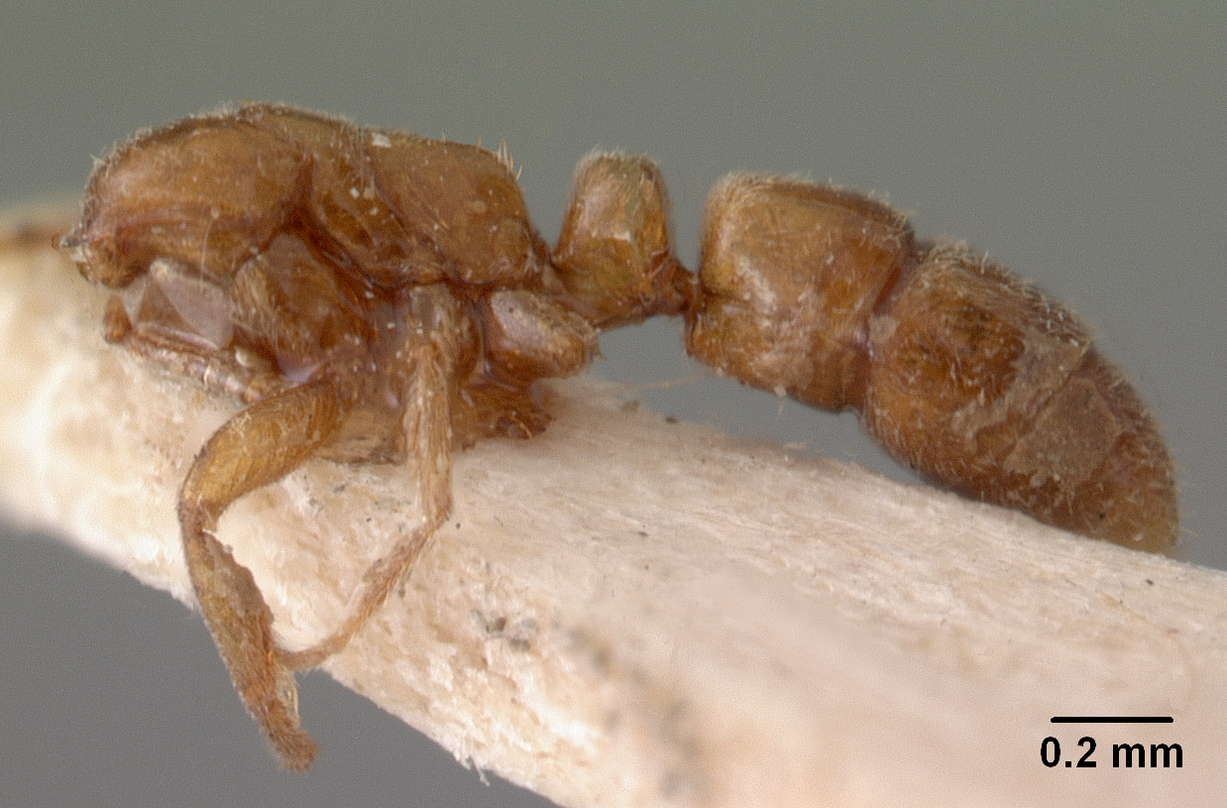
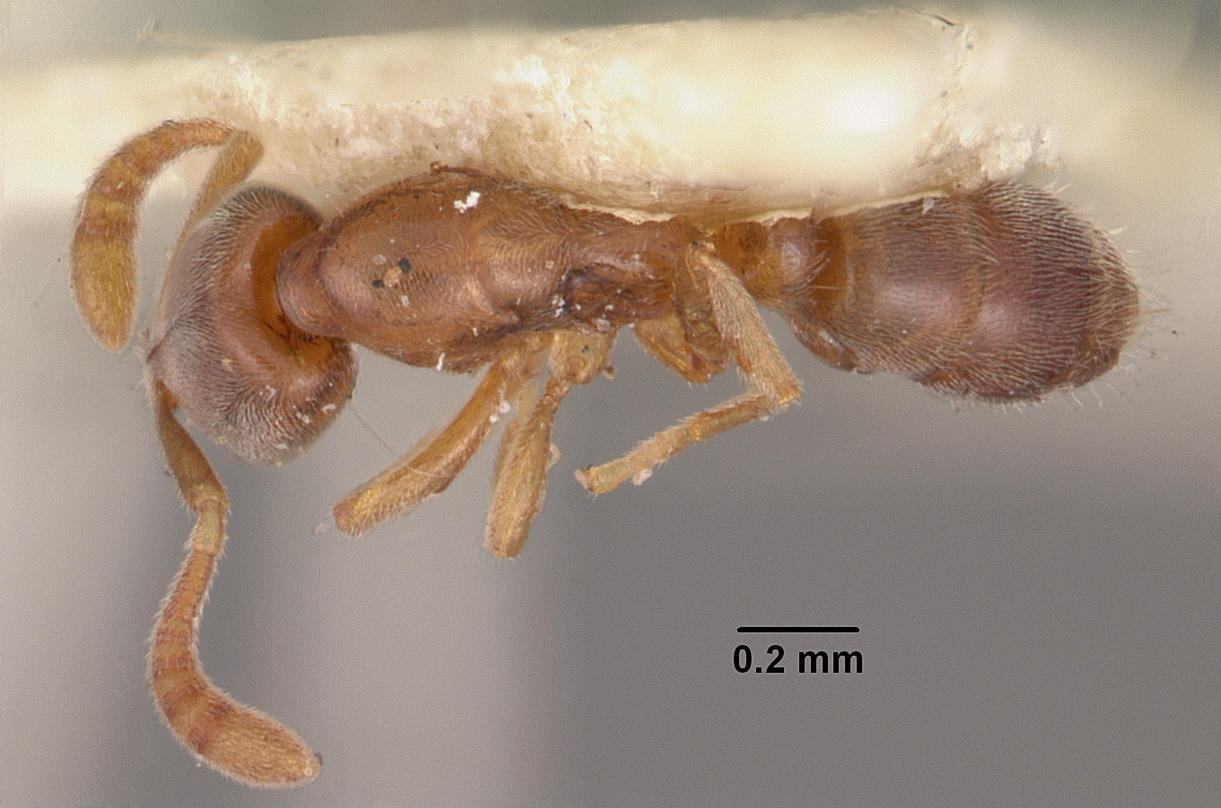
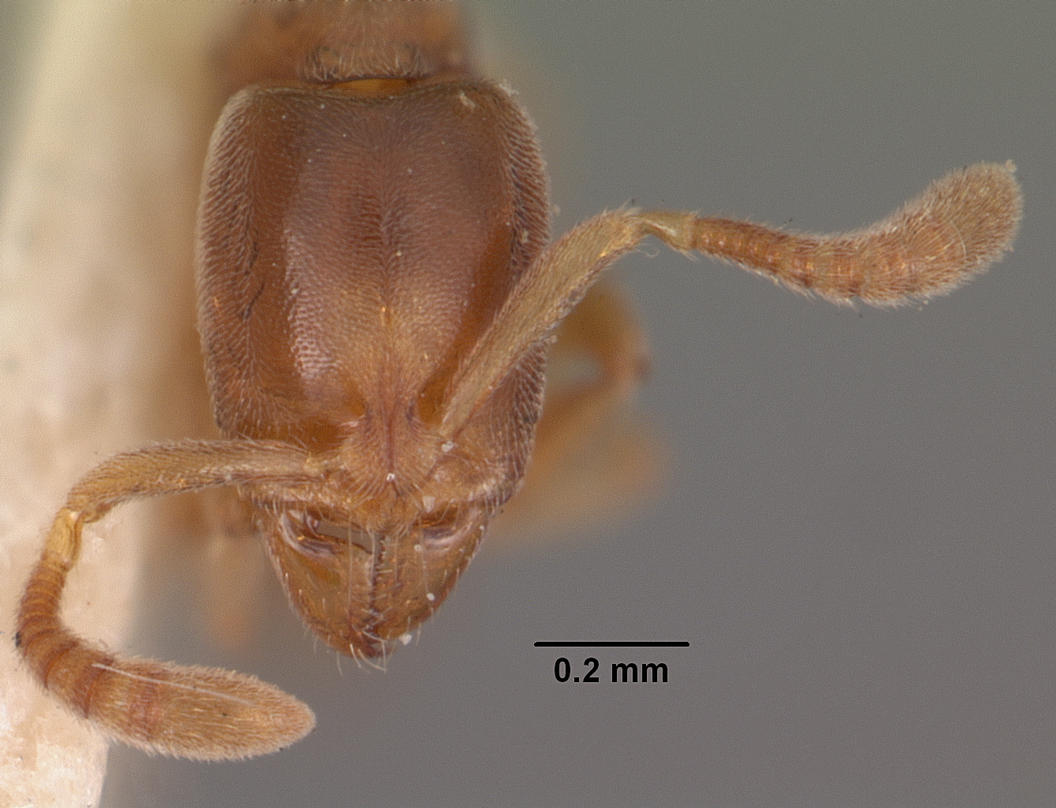
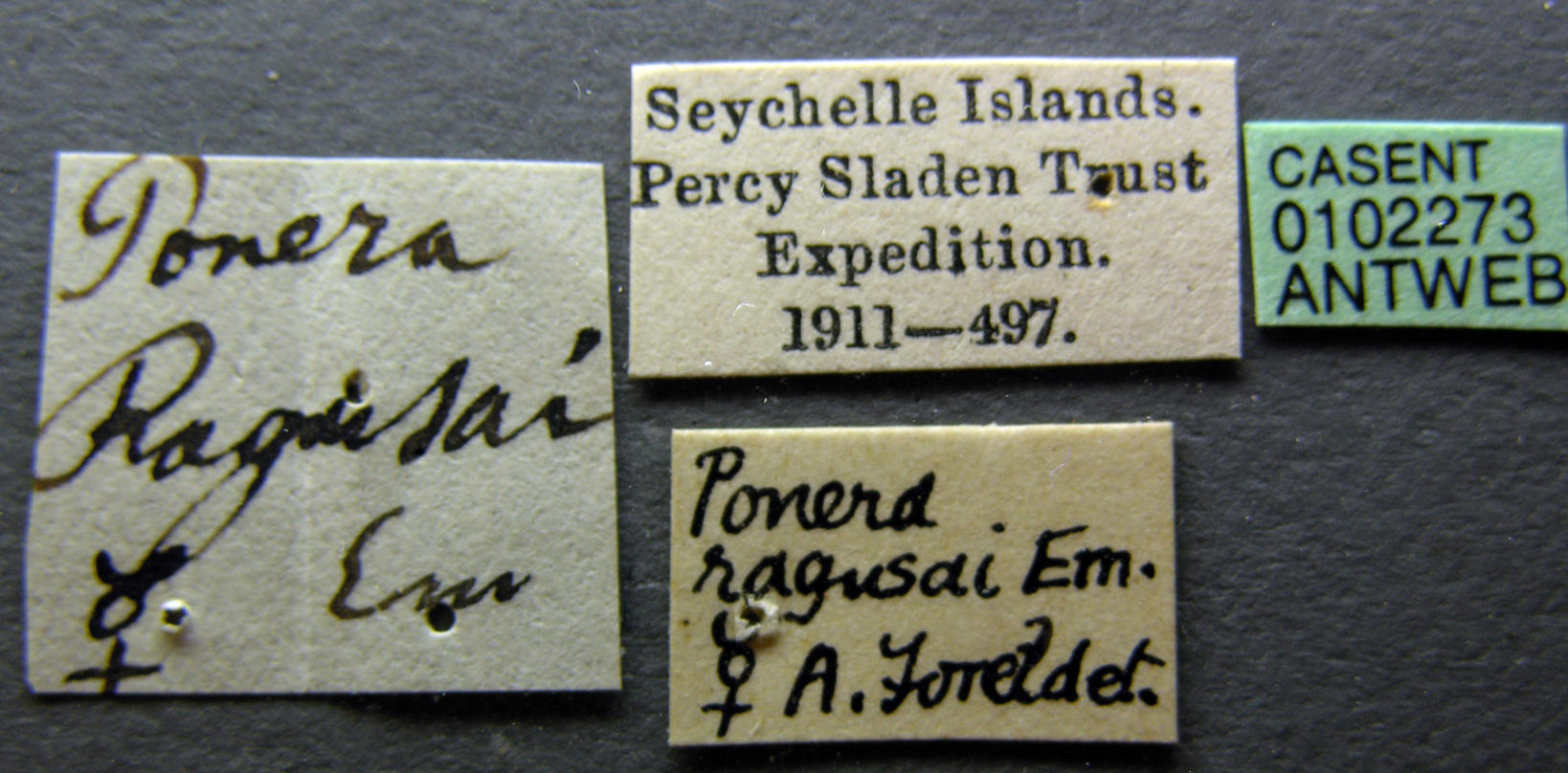